# فريدريك سيمبسون (منافس ألعاب قوى)
فريدريك سيمبسون هو منافس ألعاب قوى كندي، ولد في مارس 1878، وتوفي في 19 مايو 1945.

## وصلات خارجية
- فريدريك سيمبسون على موقع أوليمبيديا (الإنجليزية)